# 菩提寺 (芒市)
菩提寺，傣语称奘相（意为宝石寺），是位于中国云南省德宏傣族景颇族自治州芒市的一座上座部佛教奘房，是摆奘派最大的佛寺，坐落于勐焕街道菩提街中段西侧。菩提寺是德宏州佛教协会驻地，2003年12月18日被认定为云南省文物保护单位。

## 名称
1940年，中国佛教教会等慈大法师到奘相寺讲经时，进山门见到门前有株菩提树，提议以此树为寺名，方便其他民族记称此寺:45。1942年，菩提树遭到日军飞机轰炸破坏。

## 历史
菩提寺始建于清朝康熙二十年（1681年），乾隆年间毁于战火，后多次修葺。寺庙原悬有雍正帝赐的“佛光普照”御笔匾额（毁于文化大革命）。康熙五十七年（1792年），景颇族山官武装攻占芒市，佛寺被毁。嘉庆十四年（1809年）重建。嘉庆二十一年（1816年），当地土司放泽重扩建。1950年，因举行佛事失火被烧，1953年重建，文化大革命时遭到破坏，寺内陈设供奉被毁，但主体建筑得以保存，1982年维修大殿后恢复了陈设供奉。1985年12月，泰国王姐甘拉亚妮·瓦塔娜公主率领泰国王室代表团访问中国云南，12月7日代表团到菩提寺礼佛。1988年7月，德宏州佛协派伍温地达随中国佛协代表团出访泰国，泰国佛教界赠德宏州一尊铜佛。8月26日，芒市佛教界举行迎佛仪式，并将铜佛供奉于菩提寺。1988年12月5日至1989年1月24日，德宏州佛教协会在寺中举办第一期巴利语系佛学班。

### 佛牙大摆
1955年4月，中国佛教代表团应缅甸吴努总理的邀请访问缅甸，吴努在期间表示希望迎请佛牙到缅甸巡行。同年10月，中国佛教协会在北京广济寺举行恭送缅甸巡行法会。1956年6月8日，佛牙舍利牙由曼德勒返回昆明，供奉在圆通禅寺，供当地信徒朝拜。德宏州佛教信众闻讯后旋提出请求，同年7月云南组织佛牙护侍团，将佛牙护送到西双版纳、德宏、耿马等地。为迎接佛牙舍利，1956年芒市政府拨专款将菩提寺大殿重修，改建风格为干栏式建筑。7月15日，护侍团将佛牙护送到菩提寺，供奉1月，期间朝拜及参观者达24万多人次（史称“佛牙大摆”）。同年12月16日，到芒市参加中缅边民联欢大会的周恩来总理接见了该寺的伍古腊长老等。中缅边民联欢大会期间，以吴巴瑞为首的缅甸代表团曾到菩提寺礼佛。

## 建筑
菩提寺占地面积3,125平方米，建筑面积580.85平方米，有三大建筑物主体，包括正殿、藏经楼和受戒亭。正殿的建筑风格融合傣族干栏式与汉族歇山式，为抬梁式木结构屋架，基座为干栏式，门亭与殿堂四面作偏厦式样，形成重檐形式，中堂顶部挑出，另设歇山式天窗殿，形成三层重檐歇山屋顶。大殿前横排走廊，中央开太阳门。大殿面阔三间，宽21米、进深6米、长23.8米，正中塑有释迦牟尼佛像，而两侧是傣族男神威示众（功德证人）和女神朗娃特里（土地神）。

## 图库

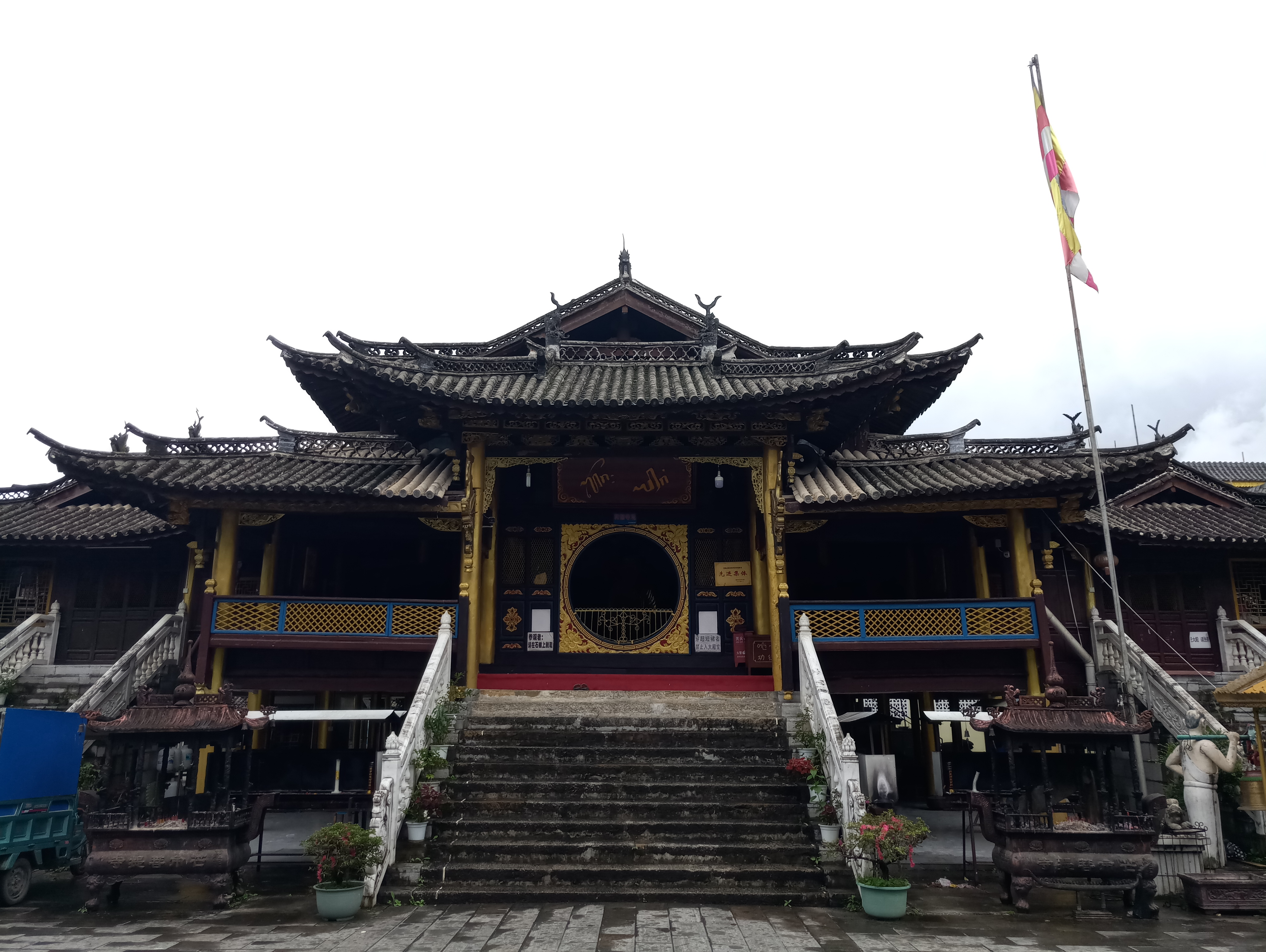
芒市菩提寺
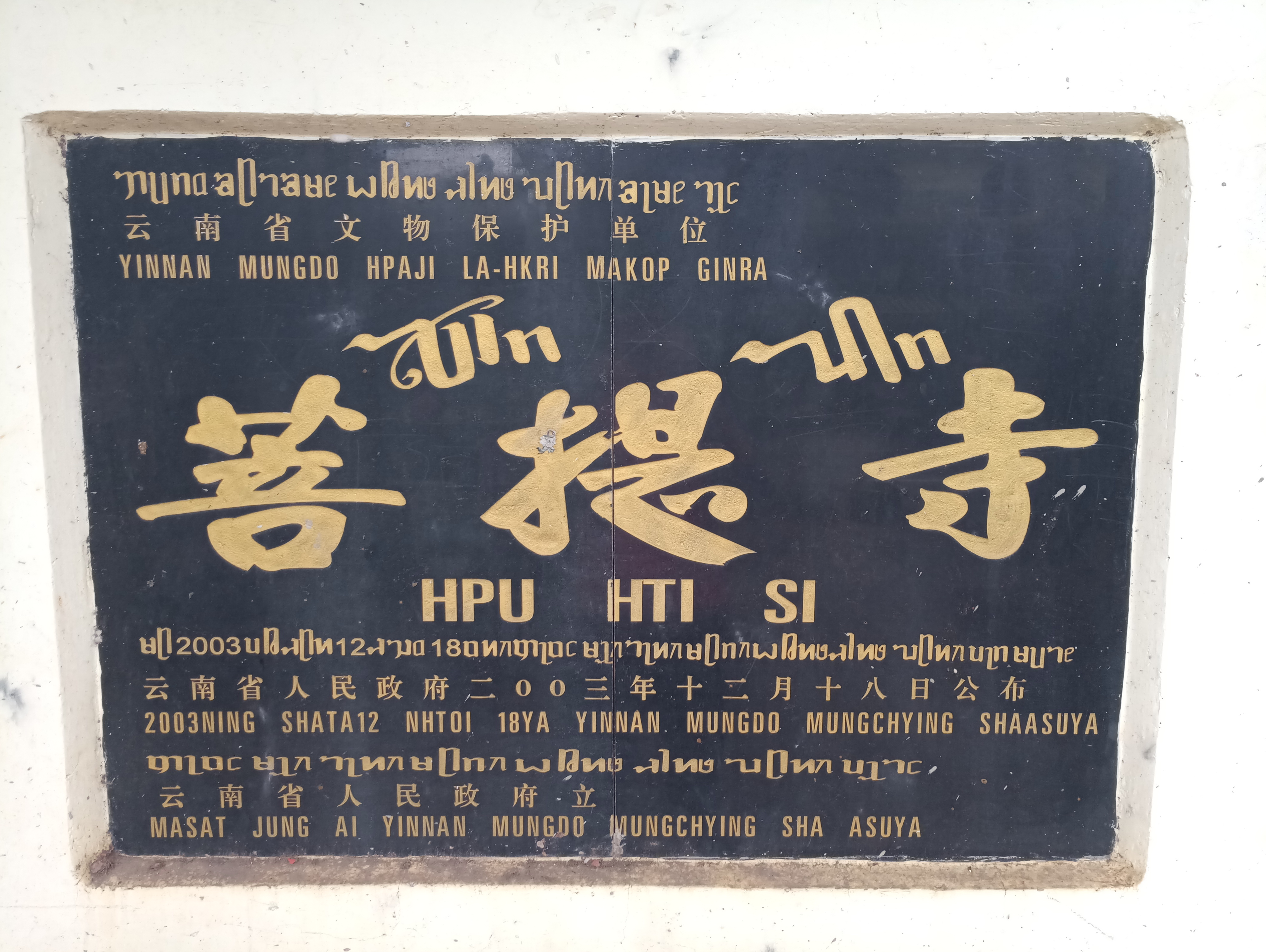
芒市菩提寺-门牌
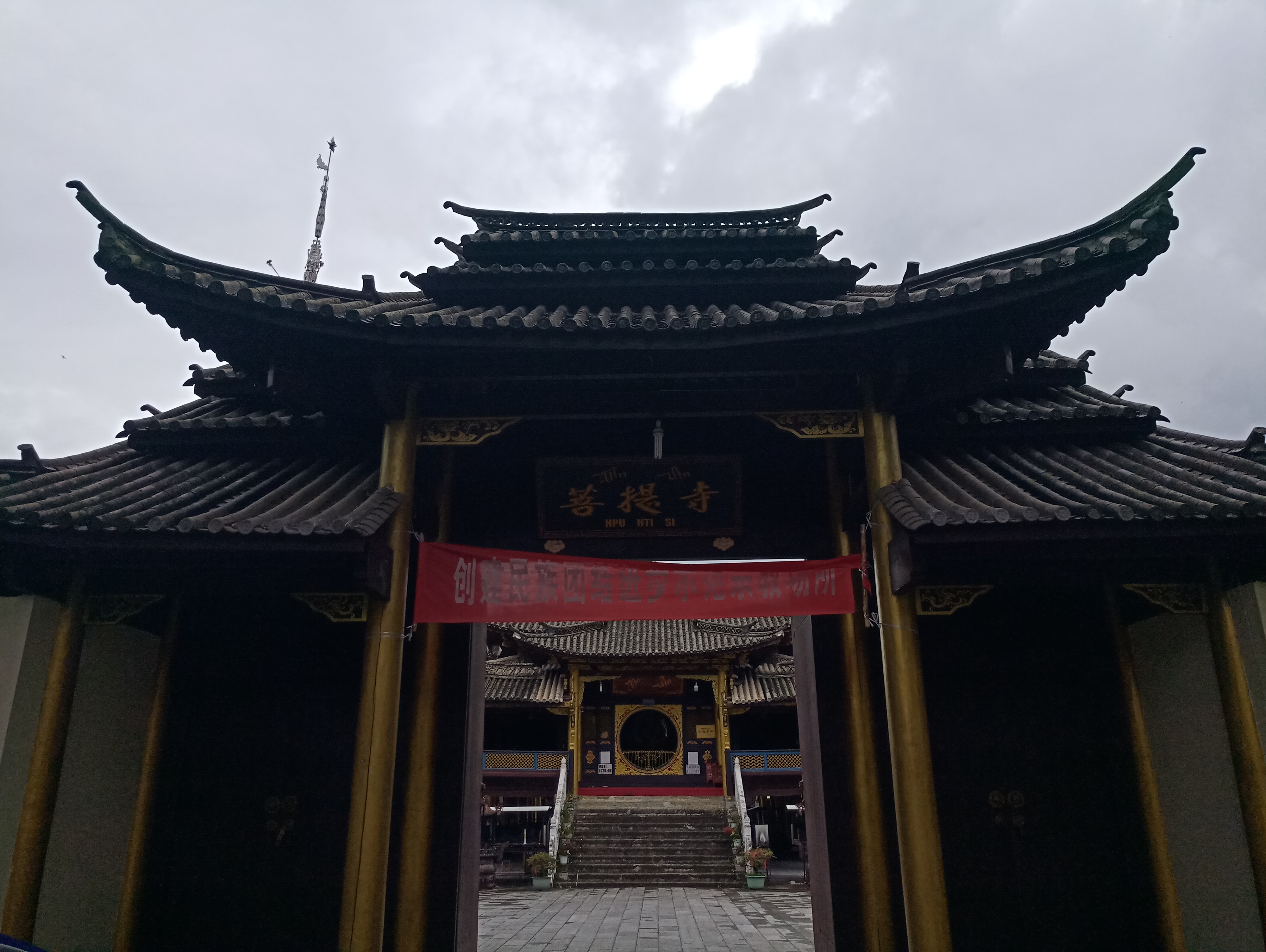
芒市菩提寺-大门